# Sančo II., kralj Pamplone
Sančo II. Garcés Abarca (o. 938. – prosinac 994.) bio je kralj Pamplone od 970. do svoje smrti 994. Bio je sin Garcíje Sáncheza I. i Andregoto, kćeri Galinda Aznáreza II., grofa od Aragona. Nakon sukcesije, priznao je svog mlađeg brata Ramira za kralja Viguere.
Navara je bila povezana s Leónom i grofovijom Kastilija obiteljskim vezama, a kraljevstva su često radila u dogovoru s Navarom koja je podupirala mladog Ramira III. od Leona.
972. osnovao je samostan San Andrés de Cirueña. 976., u samostanu Albelda, kulturnom i intelektualnom središtu njegovog kraljevstva, dovršili su Codex Vigilanus.
Nakon smrti kalifa od Cordobe, Al-Hakama II. 976. i dolaska na vlast njegovog sina Hišama II., kojeg je podučavao Al-Mansur Ibn Ebi Aamir, izgledi kršćanskih kraljevstava su izgledali slabi. Postrojbe Al-Mansura su porazile kršćane kod Torrevicentea, južno od Sorije. Nakon toga, muslimani su se vratili trijumfalno kod Taracueñe, blizu Osme. 975. Mauri su porazili Sanča kod San Estebana de Gormaza te se navodi da je bio zarobljen u bitci kod Estercuela te godine.
981. u bitci kod Ruede, desetak kilometara od Tordesillasa, kršćani su pretrpjeli još jedan ponižavajući poraz.
Budući da nije mogao poraziti Al-Mansura oružjem, Sančo je otišao u Córdobu kao ambasador svog kraljevstva, donoseći darove za Al-Mansura, sklopivši pakt s njim i pristavši dati svoju kćer Uraku ("svraka") za suprugu muslimanu.
On se suočio s daljnjim prodorom Almanzora 989., 991. i 992., od kojih je posljednji rezultirao drugim potčinjavanjem Córdobi, i sljedeće godine poslao je svoga sina Gonzala za veleposlanika pri kalifatu. 994., kad je umro, kraljevstvo se suočilo s još jednim upadom vojske kalifata.
Sančo se oženio Urakom, kćerju kastiljskoga grofa Fernána Gonzáleza i Sanče Navarske. Sančo je bio Urakin treći i posljednji muž. Djeca kraljice Urake i Sanča II.:
- García Sánchez II. od Pamplone
- Ramiro (umro 992.)
- Gonzalo, dobio je Aragon pod regenstvom svoje majke
- Uraka.